# Krycewicze
Krycewicze (biał. Крычава; ros. Кричево) – wieś na Białorusi, w obwodzie witebskim, w rejonie miorskim, w sielsowiecie Przebrodzie, około 10 km na północny zachód od Mior.

## Historia
W 1522 roku Piotr Massalski kupił majątek Krycewicze, który wtedy był atynencją wielkich dóbr Szczołno należących do rodziny Zenowiczów. Pod koniec XVII wieku własność Krycewicz przeszła na rodzinę Rudominów herbu Trąby. Aleksander Rudomina sprzedał w 1722 roku te dobra Franciszkowi Felicjanowi Niewęgłowskiemu, wojskiemu brasławskiemu i jego żonie, po których Krycewicze odziedziczył ich młodszy syn, Tadeusz Onufry, chorąży husarski i deputat na Trybunał Litewski w 1770 roku, a po nim – jego najmłodszy syn, Ferdynand, prezes sądów granicznych powiatu dziśnieńskiego. Po nim dziedziczył jego syn Ignacy (?–1859), również prezes tychże sądów. Córka Ignacego, Edwina (1848–1920) wniosła Krycewicze w posagu swemu mężowi Norbertowi Fiedorowiczowi herbu Oginiec (1828–1884). Ostatnim właścicielem Krycewicz przed 1939 rokiem był ich syn, Władysław Fiedorowicz (1876–1943).
Po II rozbiorze Polski w 1793 roku Krycewicze, wcześniej należące do województwa wileńskiego Rzeczypospolitej, znalazły się na terenie powiatu dziśnieńskiego (ujezdu) guberni mińskiej, a od 1843 roku – guberni wileńskiej Imperium Rosyjskiego (w gminie Drujsk). Po ustabilizowaniu się granicy polsko-radzieckiej w 1921 roku Krycewicze wróciły do Polski, znalazły się w gminie Druja w powiecie dziśnieńskim województwa nowogródzkiego. 13 kwietnia 1922 roku gmina wraz z całym powiatem dziśnieńskim została przyłączona do Ziemi Wileńskiej, przekształconej 20 stycznia 1926 roku w województwo wileńskie. 1 stycznia 1926 roku gminę wyłączono z powiatu dziśnieńskiego i przyłączono do powiatu brasławskiego w tymże województwie. Od 1945 roku – w ZSRR, od 1991 roku – na terenie Republiki Białorusi.
Liczba ludności miejscowości kształtowała się następująco:
- 1811 – 200
- 1866 – 135 osób, w tym 73 prawosławnych i 62 katolików (łącznie wieś i folwark)[2]
- 1921 –  wieś –172 osoby (31 budynków) w tym 115 katolików i 57 prawosławnych, wszyscy zdeklarowali polską przynależność narodową; folwark – 57 mieszkańców (7 budynków), wszyscy katolicy narodowości polskiej[9]
- 1931 – 182 mieszkańców wsi i 62 mieszkańców majątku[10]
- 1999 – 61
- 2009 – 40[11].

## Nieistniejący dwór
W XVIII wieku Niewęgłowscy wybudowali tu duży dwór drewniany, a obok niego oficynę i kilka zabudowań gospodarczych, utrzymanych w podobnym, klasycystycznym stylu. Dom ze względu na jego zły stan, został rozebrany na początku II połowy XIX wieku, a właściciele rozbudowali istniejącą oficynę i tam się przenieśli. W 1880 roku dobudowano do niej 3 pokoje i kuchnię, spiżarnię i pokój służbowy. Stara, środkowa część wznosiła się na wysokiej podmurówce, była zaplanowana na planie prostokąta z krótkimi skrzydłami w skrajnych osiach, od strony podjazdu. Pośrodku centralnej części był wgłębny portyk z dwiema kolumnami. Od strony ogrodowej portyk był klasyczny: z dwiema parami kolumn podtrzymujących trójkątny szczyt. Przylegały do niego po bokach dwie werandki, których daszki były również wsparte na narożnych kolumnach. Możliwe, że to była pierwotna elewacja frontowa.
Wnętrze miało nieregularny układ dwutraktowy. Na ścianach pokoi wisiało kilka cennych obrazów oraz kolekcja pasów słuckich i gobeliny. W wyniku kolejnych dwóch wojen światowych wszystko to zostało utracone.
Wartość zabytkową posiadał również stojący po lewej stronie, na wysokiej kamiennej podmurówce, drewniany spichlerz, od strony podjazdu poprzedzony szerokim podcieniem wspartym na sześciu kolumnach. Był przykryty wysokim, gładkim czterospadowym dachem gontowym. Nieopodal stała również kaplica. Gdy groziło jej przekształcenie w cerkiew prawosławną, Edwina Niewęgłowska kazała rozebrać świątynię w ciągu jednej nocy. W miejscu kaplicy urządzono mały cmentarzyk rodzinny.
Wokół domu był ogród spacerowy i kwiatowy, a obok sad. Były tu dwie altany i sadzawki oraz aleja lipowa obsadzona czterema rzędami drzew.
Majątek Krycewicze został opisany w 4. (i uzupełnienie w 11.) tomie Dziejów rezydencji na dawnych kresach Rzeczypospolitej Romana Aftanazego.